# B-Project
B-PROJECT es un proyecto japonés cross-media de MAGES. sobre un grupo de idols virtuales que comenzó en 2015. El proyecto se anunció por primera vez a través de Twitter el 9 de agosto de 2015, y la primera presentación de producción y avances de las canciones se lanzaron el 4 de septiembre de 2015, a través de nico live. A partir de enero de 2018, el proyecto incluye una serie de anime, una adaptación de manga, un juego de ritmo, una obra de teatro, varios CD de música y una variedad de productos relacionados.

## Concepto
B-PROJECT sigue a cuatro (inicialmente tres) grupos de idols japoneses que actúan como unidades separadas y como un grupo completo. Cuando comenzó el proyecto, las unidades eran: Kitakore, THRIVE y MooNs, pero el 4 de diciembre de 2015 se agregó un cuarto grupo conocido como KiLLER KiNG. El primer sencillo de la serie, "Eikyuu Paradise", fue lanzado digitalmente el 11 de septiembre de 2015, junto con un vídeo promocional de la serie y un adelanto de un nuevo sencillo, "dreaming time", de THRIVE. Más tarde se reveló que además de "dreaming time" de THRIVE, MooNs & Kitakore también lanzarían los sencillos el 25 de noviembre de 2015, "Glory Upper" y "Koiseyo Otome", respectivamente.
Poco después de la presentación de KiLLER KiNG, se anunció la siguiente ronda de sencillos el 24 de enero de 2016. El sencillo debut de KiLLER KiNG sería "Kira Kira Smile", el nuevo sencillo de THRIVE sería "Maybe Love", el nuevo sencillo de Kitakore sería "Mysterious Kiss". ", y el nuevo single de MooNs sería "Brand New Star". A diferencia de la primera ronda de sencillos, las fechas de lanzamiento se dividieron en dos lotes; "Kira Kira Smile" y "Maybe Love" se lanzaron el 23 de marzo de 2016, mientras que "Mysterious Kiss" y "Brand New Star" no se lanzaron hasta el 6 de abril de 2016.

## Grupos

### MooNs
Hikaru Osari (王茶利 暉 Osari Hikaru?)
 Seiyū: Showtaro Morikubo
Tatsuhiro Nome (野目 龍広 Nome Tatsuhiro?)
 Seiyū: Genki Okawa
Kazuna Masunaga (増長 和南 Masunaga Kazuna?)
 Seiyū: Yūto Uemura
Momotaro Onzai (音済 百太郎 Onzai Momotaro?)
 Seiyū: Tetsuya Kakihara
Mikado Sekimura (釈村 帝人 Sekimura Mikado?)
 Seiyū: Toshiki Masuda

### Kitakore (キタコレ)
Ryūji Korekuni (是国 竜持 Korekuni Ryūji?)
 Seiyū: Daisuke Kishio
Tomohisa Kitakado (北門 倫毘沙 Kitakado Tomohisa?)
 Seiyū: Daisuke Ono

### THRIVE
Goshi Kaneshiro (金城 剛士 Kaneshiro Gōshi?)
 Seiyū: Toshiyuki Toyonaga
Kento Aizome (愛染 健十 Aizome Kento?)
 Seiyū: Kazuki Kato
Yuta Ashu (阿修 悠太 Ashū Yūta?)
 Seiyū: Natsuki Hanae

### KiLLER KiNG
Yuduki Teramitsu (寺光唯月 Teramitsu Yudzuki?)
 Seiyū: Kōtarō Nishiyama
Haruhi Teramitsu (寺光遙日 Teramitsu Haruhi?)
 Seiyū: Taku Yashiro
Akane Fudo (不動明謙 Fudo Akane?)
 Seiyū: Shōya Chiba
Miroku Shingari (殿 弥勒 Shingari Miroku?)
 Seiyū: Takuya Eguchi

## Contenido de la obra

### Manga
El 8 de abril de 2016, poco después del anuncio de la serie de anime, se reveló que una serie de manga conocida como "B-Project: Mousou＊Scandal" comenzaría a serializarse en la revista "Cheese!" el siguiente mes. La serie comenzó el 24 de mayo de 2016 y concluyó el 24 de octubre de 2016, luego de 6 capítulos, la serie se centró en gran medida en las unidades de THRIVE y KiLLER KNG.

### Anime
El 26 de marzo de 2016, en AnimeJapan MAGES. anunció que B-PROJECT recibiría una adaptación de anime llamada B-PROJECT～Kodō＊Ambitious (B-PROJECT～鼓動＊アンビシャス～, B-PROJECT～Kodō＊Anbishasu～) en el verano de 2016. La serie comenzó a transmitirse en Japón el 3 de julio de 2016 y tuvo un total de 12 episodios antes de concluir el 25 de septiembre de 2016. La serie se centra en las unidades de Kitakore, MooNs y THRIVE, con KiLLER KiNG solo haciendo un breve cameo sin voz en un episodio, además de presentar varios personajes únicos que aún no han aparecido en ningún otro medio de la serie. Los diseños de personajes fueron realizados por Toshie Kawamura, quien anteriormente trabajó en los diseños de personajes de Yes! Pretty Cure 5 y Smile PreCure!. El productor y compositor de la serie Takanori Nishikawa también hizo un breve cameo en el cuarto episodio como su compañero Nishiyama.
Se anunció una segunda temporada en el evento DARK in the HALLOWEEEEN de 2017. La serie se titula B-PROJECT～Zecchō＊Emotion～ (B-PROJECT～絶頂＊エモーション～, B-PROJECT～Zecchō＊Emōshon～), y se estrenó del 11 de enero al 29 de marzo de 2019.La segunda temporada consistirá en Nuevos miembros del personal, con Makoto Moriwaki reemplazando a Eiji Suganuma como director y Ryosuke Nakanashi reemplazando a Masato Nakayama como compositor musical. Nozomu Ōshima y MAGOS. estará a cargo de la composición de la serie y Yumiko Hara se encargará del diseño de personajes. A Bandai Namco Pictures se le atribuye la producción. Los miembros del personal que regresan incluyen a Takanori Nishikawa como productor y Chiyomaru Shikura, a quien se le atribuye la planificación y el trabajo original. El elenco del anime también repetirá sus papeles, con la excepción de Hisako Kanemoto, quien anunció en mayo de 2018 que tomaría una pausa para estudiar en el extranjero hasta marzo de 2019. Fue reemplazada por Asami Seto, quien dio voz a Tsubasa Sumisora para la segunda temporada del anime.
Se anunció una tercera temporada en el evento B-PROJECT Thrive Live 2020 -Music Drugger-. La tercera temporada, titulada B-Project Passion*Love Call, cuenta con un elenco y personal que regresan y está producida por Asahi Production. Se estrenó el 2 de octubre de 2023 en TV Tokyo y otras cadenas. Crunchyroll obtuvo la licencia de la tercera temporada en territorios de habla inglesa y el sudeste asiático. REMOW obtuvo la licencia de la tercera temporada en América Latina y la transmitió en AMazon Prime Video y Anime Onegai.
El 2 de octubre de 2023, Anime Onegai anunció que la serie había recibido un doblaje en español latino, la cual se estrenó ese mismo día.